# الأزمة الدستورية البولندية (2015-حتى الآن)
الأزمة الدستورية البولندية (2015- حتى الآن)، والمعروفة أيضًا باسم أزمة سيادة القانون البولندية، هي نزاع سياسي اتُهمت فيه الحكومة البولندية بعدم الالتزام بقانون الاتحاد الأوروبي والقانون الدستوري البولندي. احتد الصراع بعد أزمة المحكمة الدستورية البولندية لعام 2015 حيث سمحت انتخابات عام 2015 لحزب العدالة والقانون بالسيطرة على كل من الرئاسة والبرلمان. مشاركًا في تحالف يونايتد رايت ومسيطرًا على السلطات الحكومية الثلاث، استخدم حزب العدالة والقانون سلطته لتعيين قضاة في المحكمة الدستورية في عام 2015. واصلت حكومة بولندا توسيع قبضتها على السلطة القضائية ما أدى إلى نشوب أزمة المحكمة العليا لعام 2017، وإصدار قانون لجنة التأديب القضائي البولندي لعام 2019. كانت هذه الأحداث، مجتمعةً، سببًا لسيطرة الهيئة التشريعية والتنفيذية للحكومة البولندية بحكم الواقع على القضاة وتعيينهم في المحاكم.
أدان الاتحاد الأوروبي الحركات السابقة وبادر بتطبيق المادة السابعة من معاهدة الاتحاد الأوروبي ضد بولندا، وأحالت المفوضية الأوروبية بولندا إلى محكمة العدل الأوروبية، مشيرةً في عام 2017 إلى أنه: «تم تمكين السلطتين التنفيذية والتشريعية بشكل منهجي للتدخل سياسيًا في تكوين السلطة القضائية وسلطاتها وإدارتها وعملها». حكمت محكمة العدل الأوروبية في عامي 2019 و2020 ضد بولندا في قضية المفوضية ضد بولندا، وأمرت بتعليق العديد من القوانين التي تتعلق في استقلال القضاء، إلا أنه تم تجاهل هذه الأحكام إلى حد كبير في بولندا. عرّضت الأزمة، ولفترة وجيزة، ميزانية الاتحاد الأوروبي المتعلقة بفيروس كورونا للخطر، ما أدى إلى السماح بتوفير الأموال للدول الأعضاء في الاتحاد الأوروبي بشرط «سيادة القانون»، وهي مادة هددت كل من الحكومة البولندية والحكومة المجرية باستخدام حق النقض ضدها في عام 2020.
نشب عدد من الاحتجاجات نتيجة للتغييرات التي أدخلت على السلطة القضائية في بولندا، والأحكام الصادرة عن القضاء الجديد، وجميع الإجراءات التشريعية الأخرى المخالفة للتشريعات الأوروبية أو الدولية لحقوق الإنسان؛ بما في ذلك الاحتجاج الأسود الإضراب النسائي ضد القيود المفروضة على حقوق المرأة (احتجاجات بولندا أكتوبر 2020)، وأزمة مجلس النواب البولندي ضد القيود المفروضة على حريات الصحافة، واحتجاجات مجتمع الميم لعام 2020 في بولندا ضد القيود المفروضة على حقوق المثليين. وأدت هذه الأحكام والإجراءات التشريعية مع إجراءات الاحتجاج المقابلة إلى تفاقم الأزمة في بولندا.

## خلفية

### المحكمة الدستورية
أسست حكومة جمهورية بولندا الشعبية المحكمة الدستورية في بولندا في عام 1982، لتشرف على الإجراءات الحكومية، بما في ذلك الإجراءات التشريعية، لضمان الامتثال لدستور بولندا. ينتخب مجلس النواب (السيم) قضاة المحكمة ويوافق عليهم الرئيس. تتكون المحكمة من 15 قاضيًا يعملون لمدة تسع سنوات واحدة ويتم استبدالهم بموافقة مجلس النواب والرئيس. تكونت المحكمة، قبل الأزمة في عام 2015، من عشرة قضاة رشحهم حزب المنصة المدنية من وسط اليمين وخمسة قضاة رشحهم حزب العدالة والقانون القومي اليميني.

### قانون الإجهاض في بولندا
يُعد الإجهاض في بولندا غير قانوني إلا في حال كانت حياة الأم في خطر، أو كان الحمل نتيجة اغتصاب أو إذا كان الجنين يعاني من إعاقة «شديدة لا يمكن الشفاء منها». تتبع القاعدة المحافظة المسيحية من حزب العدالة والقانون تعاليم الكنيسة الكاثوليكية بشأن الإجهاض إلى حد كبير. وأظهر استطلاع أجراه مركز بيو للأبحاث في عام 2017 أن 51٪ من البولنديين يعتقدون أن الإجهاض يجب أن يكون غير قانوني في جميع الحالات أو معظمها.

### الانتخابات الرئاسية البولندية لعام 2015
انتُخب أندجي دودا في مايو 2015 رئيسًا لبولندا بتوجهات يمينية متطرفة، متغلبًا على الرئيس البولندي آنذاك برونيسواف كوموروفسكي من حزب المنصة المدنية، في حين كان يُعتقد قبيل الانتخابات أن كوموروفسكي هو المرشح الأوفر حظًا للفوز. وعد دودا بمنع ترشيح مجلس النواب، الذي يسيطر عليه حزب المنصة المدنية، لقضاة المحكمة الدستورية حتى بعد الانتخابات البرلمانية البولندية لعام 2015.

### أزمة المهاجرين إلى أوروبا
توترت العلاقات بين الاتحاد الأوروبي وبولندا بعد انتخاب دودا، لا سيما فيما يتعلق بأزمة المهاجرين الأوروبية المستمرة، حيث رفض دودا أن يكون جزءًا من خطة حصص المهاجرين الأوروبية التي يديرها مكتب دعم اللجوء الأوروبي، ما دفع الاتحاد الأوروبي إلى المبادرة بتنفيذ إجراءات العقوبات ضد بولندا والدول الأعضاء الأخرى في مجموعة فيشغراد.

## دور الاتحاد الأوروبي
بموجب قانون الاتحاد الأوروبي، يجوز لمحكمة العدل الأوروبية إلغاء عضوية أي دولة في الاتحاد إذا كانت قوانين هذه الدولة غير متوافقة مع معاهدات الاتحاد الأوروبي، المتعلقة باستقلال القضاء أو حقوق الإنسان (بما في ذلك حقوق المرأة وحقوق المثليين) أو حرية الصحافة مثلًا؛ وبالتالي، تشير المفوضية الأوروبية إلى عدم وجود سيادة القانون في بولندا، إذ لا يتم تطبيق قانون الاتحاد الأوروبي فيها؛ ودعت إلى تطبيق المادة السابعة من معاهدة الاتحاد الأوروبي التي تسمح بتعليق حقوق عضوية دولة ما في حال انتهاكها للمادة الثانية من المعاهدة، والتي تنص على ان الاتحاد الأوروبي «يقوم على قيم احترام الكرامة الإنسانية والحرية والديمقراطية والمساواة وسيادة القانون واحترام حقوق الإنسان، بما في ذلك حقوق الأشخاص المنتمين إلى أقليات». ومع ذلك، سيكون هذا خاضعًا لحق النقض من قبل أي دولة عضو أخرى، مما سمح للمجر بأن تشير إلى استخدام حق النقض ضد مثل هذا الإجراء في حال تم التصويت عليه. على الرغم من ذلك، بُذل العديد محاولات لفرض عقوبات أو جعل التمويل مشروطًا بسيادة القانون، كما هو الحال فيما يتعلق بالصناديق الهيكلية وصندوق التماسك، ميزانية الجيل القادم من الاتحاد الأوروبي.